# Campsicnemus ridiculus
Campsicnemus ridiculus är en tvåvingeart som beskrevs av Octave Parent 1937. Campsicnemus ridiculus ingår i släktet Campsicnemus och familjen styltflugor. Inga underarter finns listade i Catalogue of Life.